# Water Boyy
Water Boyy ist ein thailändisches Filmdrama mit LGBT-Thematik aus dem Jahr 2015. Regie führte Rachyd Kusolkulsiri, von dem auch das Drehbuch stammte, die Hauptrollen übernahmen Anupart Luangsodsai, Papangkorn Lerkchaleampote und Noppol Gomarachun.

## Inhalt
Der Film spielt an der fiktiven Ocean High School in Hua Hin. Nam ist der Star des Schwimmclubs „Water Boyy“ der Schule und gleichzeitig der Sohn des Trainers. Eines Tages stößt Meuk aus Bangkok als neues Mitglied zur Gruppe und teilt sich fortan mit Nam ein Zimmer. Nam hat ein schwieriges Verhältnis zu seinem Vater, da dieser mit dem deutlich jüngeren Karn, einem Internetstar, zusammenlebt. Bei der Geburtstagsfeier von Talay, Nams kleinem Bruder, erlebt Meuk erstmals einen Streit zwischen Nam und seinem Vater.
Aufgrund der Spannungen und der teils feindseligen Haltung Nams ihm gegenüber beschließt Meuk überraschend, wieder nach Bangkok zurückzukehren. Daraufhin drängt Nam ihn, bei ihm zu bleiben. Der Rest des Schwimmclubs und auch Nams Vater vermuten mehr hinter der Beziehung der beiden Jungen, doch Meuk erklärt, eine Freundin zu haben, und Nam gibt sich, insbesondere im Zusammenhang mit seinem Vater, leicht homophob. Trotzdem kommen beide sich zunehmend näher.
Schließlich werden Nam und Meuk als Vertreter ihrer Schule für den Super-League-Wettkampf in Chiang Mai ausgewählt. Dort treffen sie auf die Schauspielerin Nune, deren Fan Nam ist, die sich aber als die Freundin Meuks entpuppt. Nach einem erfolgreichen Wettkampf gehen sie zu dritt auf eine Party, wobei Meuk eifersüchtig beobachtet, wie Nam und Nune sich anscheinend näherkommen. Als er Nam danach darauf anspricht, küsst dieser ihn jedoch, statt eine Antwort zu geben.
Nune bleibt die Zuneigung zwischen den Jungen nicht verborgen. Nach einem gemeinsamen Ausflug folgt sie ihnen nach Hua Hin und zieht bei ihnen ein, sehr zum Leidwesen Meuks, der sie immer abweisender behandelt. Nam wird in dieser Situation immer aggressiver, was noch durch die sexuellen Avancen des jüngeren Nine verstärkt wird. Nachdem Nams Vater nach einem Verkehrsunfall ins Krankenhaus kommt, behauptet Nune vor diesem, Nams Freundin zu sein, woraufhin Meuk mit ihr Schluss macht und zurück nach Bangkok zieht.
Als Nam ihm nach Bangkok nachreist, verpassen sie sich aufgrund einer Intrige Nunes knapp. Unterdessen hat Karn Nams Vater verlassen und Nam zieht aus seinem Apartment zurück nachhause, wo er sich endlich mit seinem Vater versöhnt. Dadurch verpassen sich die Jungen erneut, als Meuk auf der Suche nach Nam nach Hua Hin zurückkommt.
Drei Monate später beginnt Meuks erstes Semester an der Universität. Dort im Studentenheim trifft er unvermutet auf Nam, mit dem er sich offenbar nun wieder eine Wohnung teilt, und die beiden umarmen sich.

## Hintergrund und Produktion
Der Film wurde von Cosocomo produziert. Für den Darsteller von Nams Vater, Noppol Gomarachun, stellte der Film ein Comeback dar, nachdem er viele Jahre nicht mehr in der Filmindustrie gearbeitet hatte. Laut seiner Aussage war die Intention von Regisseur Rachyd Kusolkulsiri, in dem Film häufige Unstimmigkeiten und Zerwürfnisse zwischen Eltern und Kindern aufzuzeigen. Der Film erschien in Thailand am 22. Oktober 2015.

## Rezeption
Aung Tour meinte in einer Rezension für Thai Rath, dass der Titel des Films zwar vermuten lasse, es ginge hauptsächlich um Schwimmen und sportliche Wettkämpfe, es sich in Wirklichkeit jedoch um eine Vater-Sohn-Beziehung und eine Liebesgeschichte drehe. Die Atmosphäre des Films mache ihn empfehlenswert. Laut Coconuts Bangkok sei der Film, wenn man sich die LGBT-Thematik wegdenke, eine ganz gewöhnliche Liebesgeschichte.

## Serienadaption
Bei Veröffentlichung wurde die Produktion eines Remakes in Serienform unter dem Titel Water Boyy: The Series durch GMMTV angekündigt. Die Hauptrollen übernahmen dort Phumphothingam Nawat und Thitipoom Techaapaikhun, die erste Staffel erschien 2017. Aus Nam und Meuk wurden dabei Waii und Apo, aus der Ocean High School das Ocean College und eine Vielzahl neuer Figuren und Handlungsstränge wurde hinzugefügt.

## Belege
1. ↑  ‘ตู่’คัมแบ็กงานหนังพลิกบทใน‘WATER BOYY’. In: Kom Chad Luek. 24. Oktober 2015, abgerufen am 23. November 2017 (thailändisch).
2. ↑  “รักใสใส…วัยรุ่นชอบ” ลุ้น!คู่จิ้นฟินเว่อร์ อ่านข่าวต่อได้ที่. In: Thai Rath. 21. Oktober 2015, abgerufen am 23. November 2017 (thailändisch).
3. ↑  Aung Tour: มาดูกับมาดาม: รักใสใสของนักกีฬาว่ายน้ำ vs. เพชฌฆาตแม่มด อ่านข่าวต่อได้ที่. In: Thai Rath. 22. Oktober 2015, abgerufen am 23. November 2017 (thailändisch).
4. ↑  Natcha Durongphant: New releases: Gay swimmers, psycho grandparents, and redeeming rappers. In: Coconuts Bangkok. 21. Oktober 2015, abgerufen am 23. November 2017 (englisch).
5. ↑  Water Boyy: The Series (2017). In: Mydramalist.com. Abgerufen am 20. November 2017.